# Le Mont-Dieu
Le Mont-Dieu korábbi község Franciaországban, Ardennes megyében. Lakosainak száma 11 fő (2022. január 1.). Le Mont-Dieu Les Grandes-Armoises, Artaise-le-Vivier, La Neuville-à-Maire, Sauville, Stonne, Sy és Vendresse községekkel határos.
2025. január 1-jén Tannay korábbi községgel egyesült és az így létrejött Tannay-le-Mont-Dieu új község része lett.

## Népesség
A település népességének változása:
| Lakosok száma | 42   | 27   | 29   | 27   | 16   | 16   | 16   | 15   | 14   | 11   |
|               | 1968 | 1982 | 1990 | 2006 | 2013 | 2015 | 2017 | 2019 | 2020 | 2022 |